# Chemin-de-Shédiac
Pour les articles homonymes, voir chemin (homonymie) et Shédiac (homonymie).
Chemin-de-Shédiac ou Vieux-chemin-de-Shédiac est un quartier du village de Memramcook, au Nouveau-Brunswick. Il a été un district de services locaux depuis le 9 novembre 1966, avant d'être fusionné à d'autres, le 8 mai 1995, pour former le nouveau village de Memramcook.

## Géographie
Chemin-de-Shédiac est situé sur la rive droite de la rivière Memramcook, dans le vallon du ruisseau Smith au pied des Grandes Buttes.
Il tire son nom du fait qu'il est situé sur la route, autrefois plus importante, qui était le seul lien entre le sud de la province et Shédiac.